# Wallago leerii
Wallago leerii es una especie de peces de la familia Siluridae en el orden de los Siluriformes.

## Morfología
• Los machos pueden llegar alcanzar los 150 cm de longitud total y 86 kg de peso.

## Reproducción
Es ovíparo.

## Alimentación
Come gambas.

## Hábitat
Es un pez de agua dulce y de clima tropical.

## Distribución geográfica
Se encuentran en Asia: desde Tailandia hasta Indonesia.

## Uso comercial
Se come fresco o en salazón.